# Petté
Petté est une commune du Cameroun située dans la région de l'Extrême-Nord et le département du Diamaré.

## Population

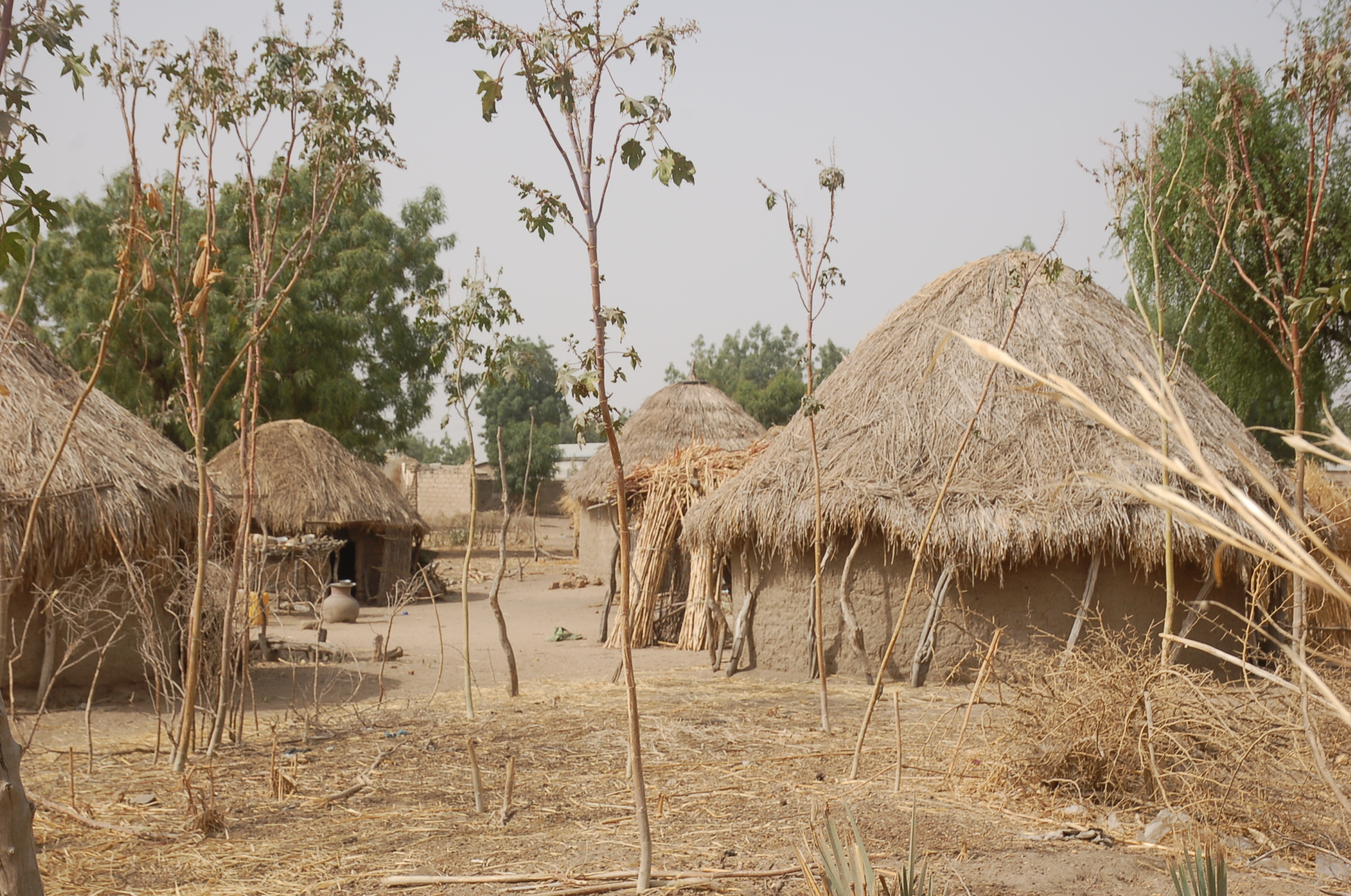
Cases à Petté.

Lors du recensement de 2005, la commune comptait 37 125 habitants, dont 10 442 pour Petté Ville.
Les populations sont principalement des Peuls (60%), suivis des Kanouri et des Mousgoum, puis des Massa, des Toupouri, des Guiziga et des Mofu.

## Structure administrative de la commune
Outre la ville de Petté proprement dite, la commune comprend notamment les villages suivants  :
- Adouméré
- Alagarno
- Amkoé
- Badéo
- Bangoudi
- Bourango
- Dabbam
- Dakkana
- Dalanga
- Danéyel
- Diguirwo
- Djafgué
- Djaoudé
- Djédjébé
- Doubbel
- Doutarou
- Fadama
- Filindé
- Gada-Mayo
- Gaou Ali
- Garré
- Gaska Faourou
- Gounna Hodandé
- Habilé
- Haoussaré
- Hodango Touppéo
- Hodéma
- Holadano
- Kagaradji
- Karagamaré
- Karaltanné
- Kéné-Kéné
- Kidjémi
- Kilissawa Pette
- Kongho I
- Kongho II
- Louba-Louba
- Madagascar
- Magaldao
- Mandararé
- Mangavé
- Massindaye
- Mbanarou
- Mokossé
- Mourgoune Arabe
- Nanidjam
- Ngnadnga
- Niwadji
- Patawalwo
- Sakkine
- Salamé
- Silocdji
- Soukoungo Galdima
- Soukoungo Tchari
- Souttiningo
- Takaye
- Tchalloungol Ndjamdi
- Tchofnanguel
- Toukkoumayel
- Waha
- Wouro Dandi I
- Wouro Dandi II
- Yaéré Bori
- Yaga Djibiwo
- Yaga Hodango
- Yaga Koïranga
- Yaga Soudani
- Yidi Wadi